# Holotrichia umbrata
Holotrichia umbrata är en skalbaggsart som beskrevs av Frey 1970. Holotrichia umbrata ingår i släktet Holotrichia och familjen Melolonthidae. Inga underarter finns listade i Catalogue of Life.